# Üçhisar
Uçhisar é uma vila (município) da região histórica e turística da Capadócia, pertencente ao distrito (em turco:  ilçeler) e província de Nevşehir (província) e à região administrativa da Anatólia Central da Turquia. Em 2009 a sua população era de 3 820 habitantes. Situa-se a cerca de 8 km a leste de Nevşehir, no limite sudoeste do Parque Nacional de Göreme.
Uçhisar significa "três fortalezas" em turco e é uma das localidades mais típicas da Capadócia, com o seu casario confundindo-se com a paisagem rochosa tão característica da região. É célebre pelo rochedo que a domina, apelidado de Kale (castelo em turco), porque serviu de fortaleza e refúgio no passado e que, com os seus 1300 m de altitude, é o ponto mais alto daquilo a que na literatura turística se chama Capadócia. O rochedo, de origem vulcânica, é visível de vários km em redor. Foi usado como abrigo na época hitita (cerca de 1 500 a.C.) e posteriormente pelos primeiros cristãos durante o período romano e pelos bizantinos durante as incursões árabes dos séculos VII e VIII e durante as primeiras invasões turcas. A fortaleza é um autêntico labirinto que inclui capelas, mosteiros, habitações, refeitórios, armazéns e salas comuns, ligados entre si por uma rede de galerias empilhadas em vinte andares. No cimo encontram-se alguma sepulturas romanas. Algumas das habitações trogloditas ainda são habitadas.
A região é pródiga nas peculiares formações geológicas que fazem com que a paisagem da Capadócia faça lembrar um cenário de ficção científica, nomeadamente as chaminés de fadas, cones de rocha vulcânica e calcária frequentemente coroados com um grande "chapéu". Muitas destas formações foram escavadas tanto para habitação como para pombais. À volta da vila há algumas que teem sepulturas romanas.